# André Souris
André Souris (født 10. juli 1899 i Marchienne-au-pont, Belgien - død 12. februar 1970 i Paris, Frankrig) var en belgisk komponist, dirigent, professor, lærer og poet.
Souris studerede på Det Kongelige Musikkonservatorium i Brussel.
Han modtog derefter undervisning af bl.a. Paul Gilson. Rejste til bl.a.
Italien, Paris og Salzburg, hvor han bl.a. dirigerede og underviste.
Souris dirigerede det belgiske radiosymfoniorkester (1937-1946). Han var en
fanatisk forkæmper for surrealismen og avantgarden i den klassiske musik.
Han har skrevet en symfoni i fem satser,  koncerter, orkesterværker,
klavermusik, filmmusik, kammermusik, kormusik etc.

## Udvalgte værker
- Symfoni (I fem satster) (1939) - for orkester
- "Collage" (1928) - for orkester
- "Franske renæssance dansere" (1932) - for orkester
- "Drømmen" (1924) - for kammerorkester
- "Burlesk" (1928) - for kammerorkester
- "2 små digt" (1902) - for violin og klaver
- "Ardennerne" (1936) - filmmusik
- "Det nye Belgien" (1937) - filmmusik